# Operation Plunder
1944: Overlord · Dragoon · Mons · Market Garden · Scheldemündung · Aachen · Hürtgenwald · Queen · Elsass-Lothringen · Ardennen
1945: Nordwind · Bodenplatte · Blackcock · Colmar · Veritable · Grenade · Blockbuster · Lumberjack · Undertone · Plunder · Flashpoint · Aschaffenburg · Würzburg · Ruhrkessel · Friesoythe · Nürnberg

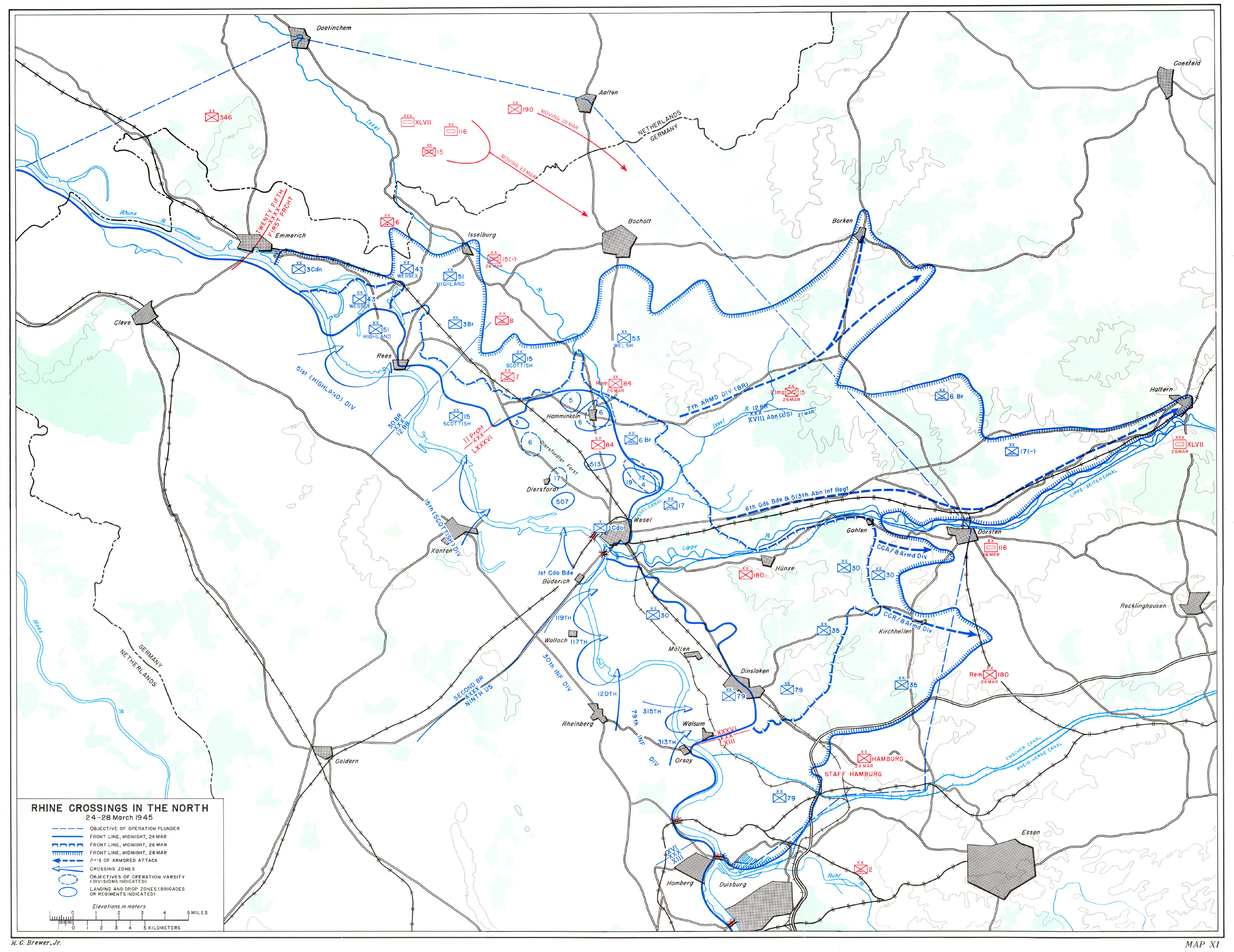
Karte der alliierten Militäroperationen in der Zeit vom 24. bis zum 28. März 1945 am Niederrhein

Die Operation Plunder (deutsch „Operation Plünderung“) war der Angriff britischer, kanadischer und amerikanischer Truppen über den Rhein im Bereich der Städte Rees, Wesel und Dinslaken im März 1945. Der britische Hauptangriff erfolgte im Abschnitt zwischen Wesel und Rees, der amerikanische Teil der Operation fand zwischen Wesel und Dinslaken statt. Die Rheinüberquerung nördlich des Ruhrgebiets sollte den Alliierten ermöglichen, über die norddeutsche Tiefebene nach Osten und Norden in das Deutsche Reich einzudringen. Zusammen mit dem amerikanischen Überschreiten des Rheins Anfang März bei Remagen ermöglichte der Angriff am Niederrhein außerdem eine amerikanische Zangenoperation, die im April zur Bildung des Ruhrkessels führte.
Zur Unterstützung der Operation Plunder, an der 16 alliierte Divisionen und drei unabhängige britische Brigaden beteiligt waren, wurde zudem die Landung zweier Luftlande-Divisionen mit dem Codenamen Operation Varsity durchgeführt. Auf deutscher Seite kämpfte die Heeresgruppe H unter dem Kommando von Generaloberst Johannes Blaskowitz, ihm unterstand auch General Alfred Schlemm mit der 1. Fallschirm-Armee, die die Rheinfront zwischen Emmerich und Duisburg halten sollte. Die Alliierten boten etwa 250.000 Mann an Kampftruppen auf, die Deutschen hatten eine Stärke von etwa 100.000 Soldaten.

## Ausgangslage
Die Planung des Supreme Commander Allied Expeditionary Force Dwight D. Eisenhower sah ursprünglich für die Kämpfe im deutschen Reichsgebiet einen Hauptvorstoß auf dem linken Flügel durch die Norddeutsche Tiefebene nach Berlin vor, der von der britischen 21st Army Group unter dem Kommando von Bernard Montgomery unternommen werden sollte. Die in diesem Zusammenhang zur Umgehung des Westwalls und zur Gewinnung eines Rheinüberganges frühzeitig unternommene auf Arnheim gerichtete Operation Market Garden war im September 1944 gescheitert. In der Folge sollte zunächst auf ganzer Front der Rhein erreicht und dann ein Übergang durch die 21st Army Group erzwungen werden. Dieses Vorgehen wurde durch viele Faktoren verzögert:
- die Schlacht im Hürtgenwald dauerte sehr lange (6. Oktober 1944 bis 10. Februar 1945) und endete ohne klaren Erfolg,
- die Ardennenoffensive der Deutschen (ab 16. Dezember) bewirkte, dass die Westalliierten an anderen Frontabschnitten Truppen abziehen mussten; ebenso das
- Unternehmen Nordwind (31. Dezember 1944 bis 25. Januar 1945; Elsass und Lothringen),
- die Schlacht im Reichswald (7. bis 22. Februar 1945) dauerte länger und war verlustreicher als geplant,
- die Überquerung der Rur konnte erst am 23. Februar beginnen, weil deutsche Truppen durch Öffnen der Wehre und Sprengung eines Wasserstollens im Rursee die Rur in einen reißenden Fluss und die Rurauen in morastigen Sumpf verwandelt hatten, in dem Panzer nicht fahren konnten, und schließlich
- der sehr lange und kalte Winter 1944/45: an vielen Tagen war es so wolkig, dass die Westalliierten ihre Luftüberlegenheit nicht ausspielen konnten.

Schließlich wurde im Bereich der 21. Heeresgruppe am 10. März 1945 bei Xanten die Zangenbewegung auf dem linken Rheinufer vollendet, die von der 1. Kanadischen Armee, verstärkt mit Teilen der britischen 2. Armee, nach Osten bzw. Südosten und von der 9. US-Armee nach Norden ausgeführt worden war. Damit war das linke Ufer vollständig in alliiertem Besitz.
Bereits am 7. März war es im Bereich der 12. US-Heeresgruppe unerwartet gelungen, mit der intakten Eisenbahnbrücke bei Remagen einen Rheinübergang kampflos einzunehmen und einen Brückenkopf zu bilden. Dies führte zusammen mit der Tatsache, dass sowjetische Streitkräfte bereits kurz vor Berlin standen, zu einer Veränderung der Gewichtung von Eisenhowers Planung zugunsten einer stärkeren Beteiligung der beiden südlichen Heeresgruppen am weiteren Vormarsch. Die Vordringlichkeit des Rheinübergangs der 21. Heeresgruppe blieb jedoch erhalten. Die letzte weitere intakt gebliebene Brücke bei Wesel wurde am 10. März von deutschen Truppen gesprengt. Die Heeresgruppe musste sich daher wie erwartet den Übergang über den Rhein erkämpfen. Die umfangreichen Vorbereitungen dazu wurden unmittelbar eingeleitet. Zu deren Verschleierung wurde am linken Rheinufer durch Nebeltöpfe und Nebelgeneratoren eine künstliche Nebelwand erzeugt. In der Vorbereitung der Operation wurde die Bevölkerung der durch alliierte Truppen eingenommenen linksrheinischen Städte unter anderem in ein Notaufnahme-Lager im Bereich der Kliniken bei Bedburg-Hau evakuiert.

## Verlauf

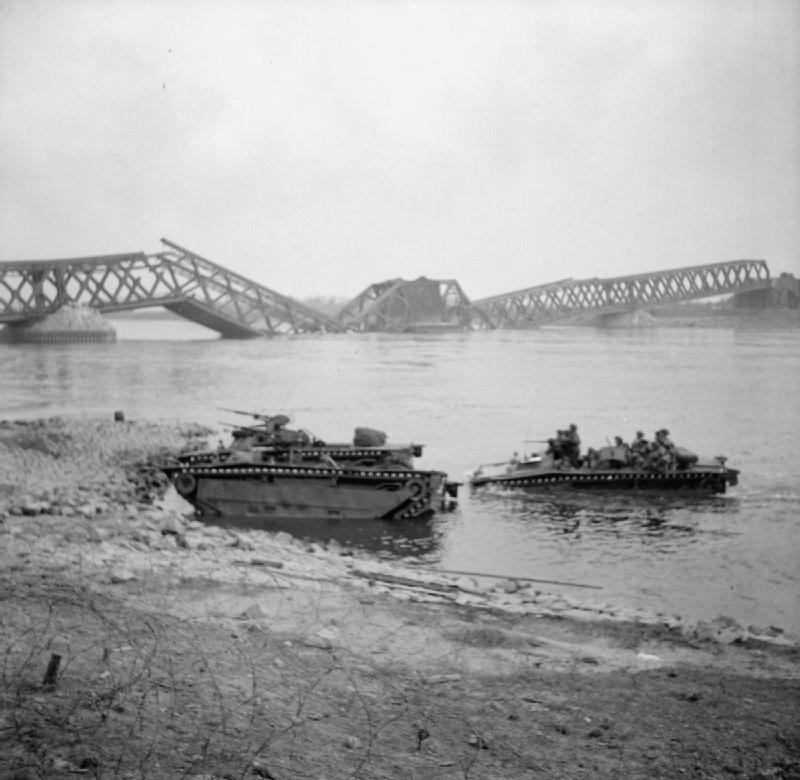
Britische „Buffalo“-Amphibienpanzer haben bei Wesel den Rhein überquert – im Hintergrund die zerstörte Eisenbahnbrücke.

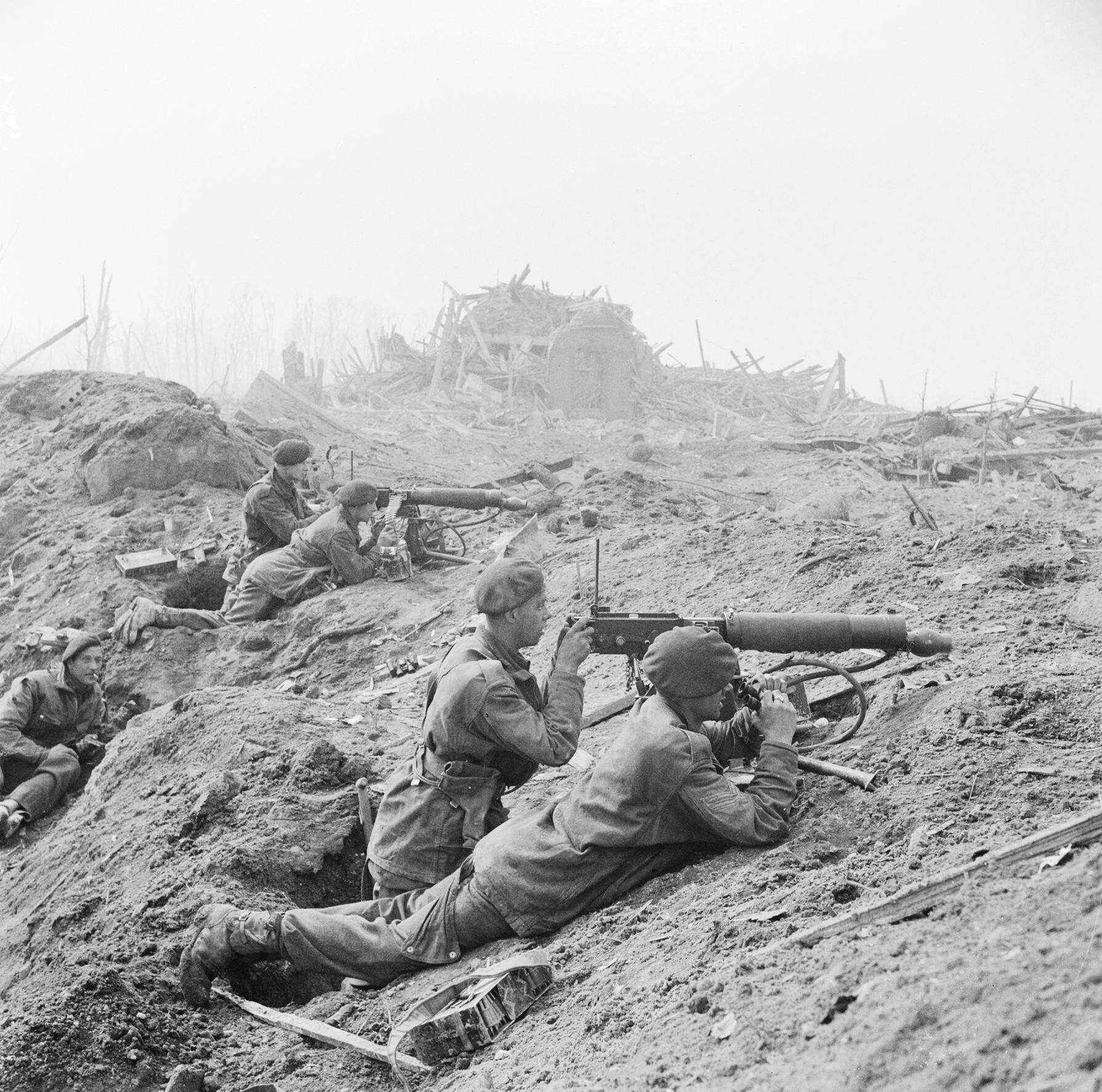
Soldaten der 1st Commando Brigade in den Außenbezirken der zerstörten Stadt Wesel

Die Operation Plunder begann 13 Tage nach dem Rückzug der deutschen Truppen über den Rhein. Das britische XXX Corps unter General Horrocks eröffnete um 21:00 Uhr des 23. März 1945 die Kampfhandlungen mit dem Angriff der 51st (Highland) Division bei Rees. In amphibischen Transportpanzern („Buffalos“) setzte die Infanterie über, unterstützt wurden sie durch Schwimmpanzer („Sherman DD-Tanks“). Bis zum folgenden Morgen hatten alle drei Brigaden der 51. Division den Rhein überquert. Am 24. März verstärkte die 9. kanadische Infanterie-Brigade die alliierten Truppen im Brückenkopf bei Rees. Im Bereich des Dorfes Bienen und der Hofgruppe Speldrop sowie im Stadtgebiet von Rees dauerten die Kampfhandlungen bis zum Morgen des 26. März an. Artilleriebeobachter bei Rees lenkten in diesen Tagen weiterhin das deutsche Artillerie-Feuer auf den rechtsrheinischen Brückenkopf auf der Reeserward, stromabwärts von Rees.
Die Rheinüberquerung bei Wesel begann am 23. März um 22:00 Uhr. Nachdem die Royal Air Force die Stadt zunächst am Nachmittag und ein zweites Mal am Abend bombardiert hatte (Luftangriffe auf Wesel), überquerte die britische 1. Commando-Brigade im Bereich der Grav-Insel den Rhein. Noch in der Nacht nahmen die Spezialtruppen („Commandos“) die vollkommen zerstörte Stadt, die nur schwach verteidigt wurde, ein.
Am 24. März setzten ab 2 Uhr morgens Einheiten der 15. Schottischen Division bei Xanten aus über den Fluss und erkämpften gegen geringen Widerstand einen rechtsrheinischen Brückenkopf im Bereich bei Bislich. Hier begann noch in der Nacht der Bau von Pontonbrücken. Am Morgen des 24. März landeten ab 9.50 Uhr im Zuge der Operation Varsity britische und amerikanische Luftlandetruppen bei Hamminkeln und rund um den Diersfordter Wald. Damit sollten die deutschen Artilleriestellungen ausgeschaltet, die deutschen Verteidiger von ihrem Hinterland abgeschnitten und Brücken über die Issel gesichert werden. Die erfolgreiche Luftlandung vertiefte den britischen Brückenkopf bei Bislich noch am 24. März schlagartig bis zur Issel.
Stromaufwärts von Wesel hatte am 24. März 1945 um 2 Uhr morgens der amerikanische Teil der Operation Plunder begonnen. Unter dem Codenamen  Operation Flashpoint traten zwei amerikanische Divisionen an, um auf der rechten Rheinseite zwischen Wesel und Walsum einen Brückenkopf zu erkämpfen; geleitet wurde diese Teiloperation von General William H. Simpson, dem Oberbefehlshaber der 9. US-Armee. Während die 30. US-Infanteriedivision zwischen Wesel und Möllen angriff, konzentrierte sich die 79. US-Infanteriedivision auf den Abschnitt zwischen Möllen und Walsum. Verstärkt wurden diese beiden Verbände durch die 8. US-Panzerdivision.

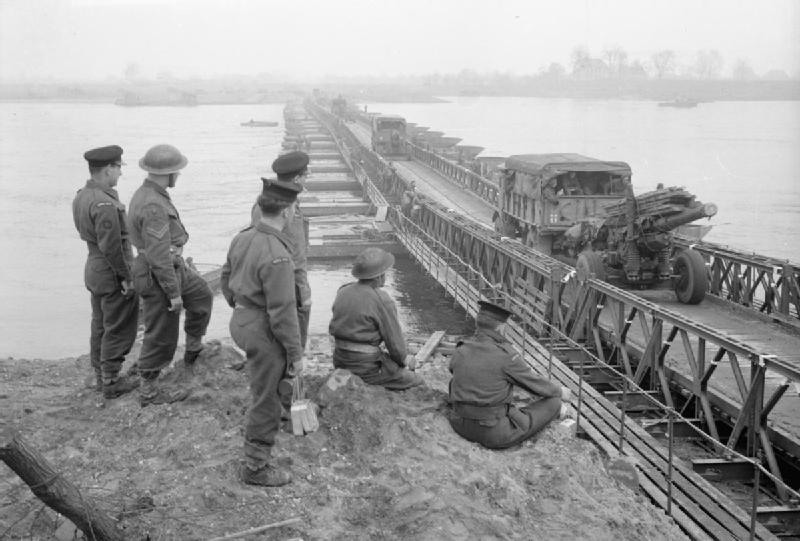
Die erste britische Pontonbrücke führte bei Bislich über den Rhein.

In der letzten Phase der Operation Plunder stießen ab dem 27. März Einheiten der 3. kanadischen Infanteriedivision aus dem Brückenkopf bei Rees entlang der Reichsstraße 8 nach Norden vor – ihr Ziel war Emmerich sowie der Eltenberg. Am 31. März hatten sie die zerstörte Stadt erobert und damit den rechtsrheinischen Brückenkopf der Alliierten ausgeweitet. Der Eltenberg, von dem bis dahin deutsches Artilleriefeuer auf die Angreifer gelenkt worden war, konnte ebenfalls von den Kanadiern eingenommen werden. In allen Angriffsbereichen entlang des Rheins schlugen bereits ab dem 24. März britische, kanadische und amerikanische Pioniere zahlreiche Pontonbrücken über den Fluss. Eine Besonderheit der Operation Plunder war, dass beim Brückenschlag über den Rhein auch Soldaten der US-Marine und der britischen Marine (Royal Navy) zum Einsatz kamen. Sie stellten die Besatzungen der Landungsboote, die auf Kanälen von der Küste und schließlich auf Tiefladern über Land zum Rhein gebracht worden waren. Im amerikanischen Angriffssektor transportieren die Boote Infanterie und Panzer über den Fluss, bei den Briten dienten sie hauptsächlich zur Unterstützung beim Bau von Pontonbrücken.

## Folgen

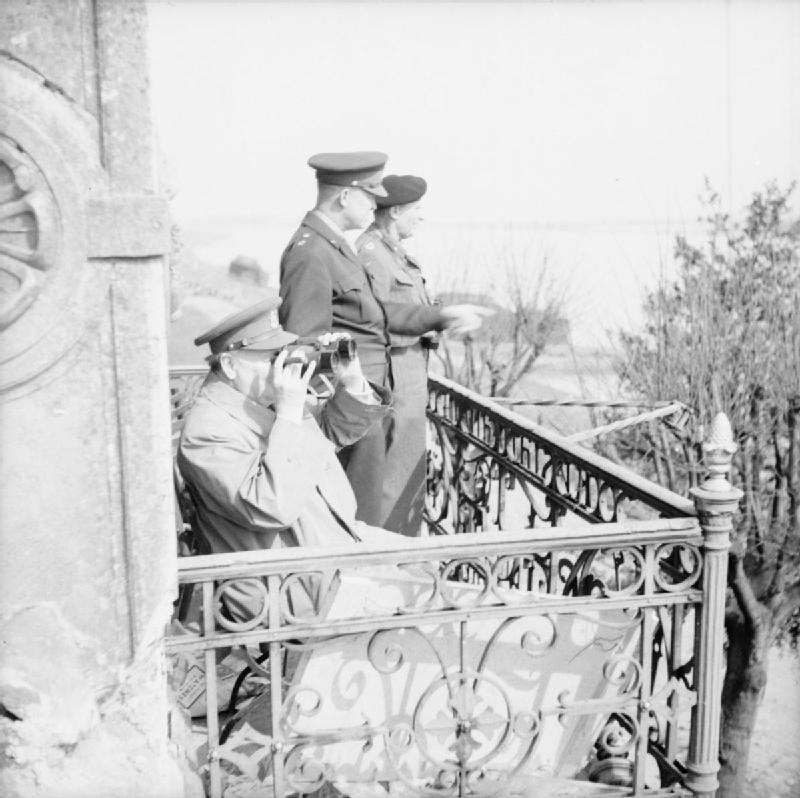
Churchill, Eisenhower und Montgomery auf dem Balkon der „Wacht am Rhein“ in Büderich am 25. März 1945

Durch die erfolgreiche Überschreitung des Rheins nördlich des Ruhrgebiets konnten die Alliierten mit hochbeweglichen motorisierten Divisionen über die norddeutsche Tiefebene schnell nach Norden bis zur Nord- und Ostsee sowie nach Osten bis zur Elbe vorstoßen. Außerdem konnten sie im Ruhrkessel einen erheblichen Teil der in Westdeutschland verbliebenen Einheiten der Wehrmacht einschließen. Von Emmerich aus stieß die 1. kanadische Armee in die Niederlande vor und begann mit der Befreiung der Landesteile, die noch von der Wehrmacht besetzt waren.

### Winston Churchill

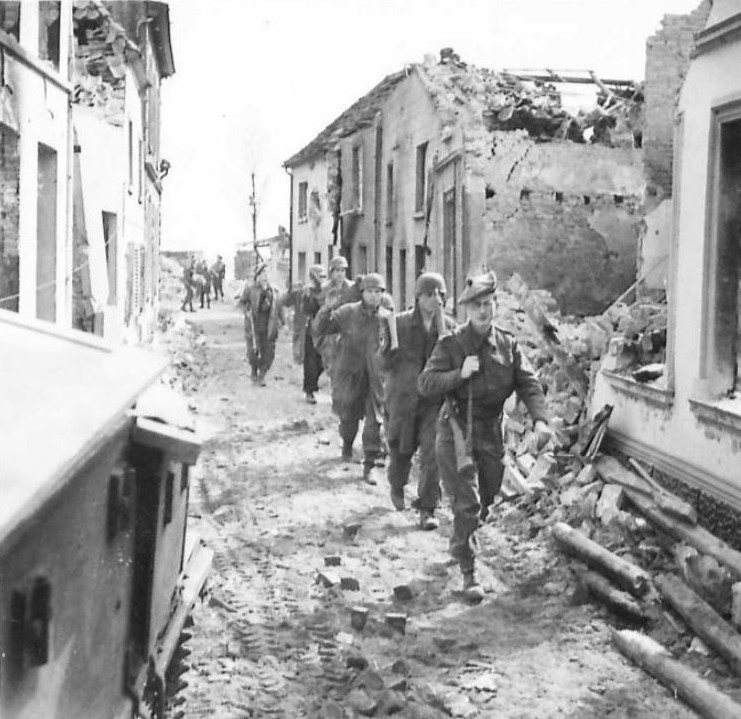
26. März 1945: Nach der Eroberung von Rees führen schottische Soldaten gefangene deutsche Fallschirmjäger ab.

Vom 24. bis zum 26. März besuchte der britische Premierminister Winston Churchill das Hauptquartier des britischen Feldmarschalls Bernard Montgomery. Er traf außerdem den alliierten Oberbefehlshaber Dwight D. Eisenhower, der ebenfalls die Operationen am Niederrhein persönlich verfolgte. Zusammen besuchten diese drei prominenten Persönlichkeiten am 25. März das Hotel „Wacht am Rhein“ in Büderich und beobachteten die militärischen Aktivitäten ihrer Truppen am Fluss. Von der „Wacht am Rhein“ setzte Churchill mit einigen US-Generälen in einem Landungsboot über den Rhein und ließ sich bei diesem symbolischen Akt fotografieren. Bei Bislich überquerte Churchill am 26. März in einem Jeep die erste fertiggestellte britische Pontonbrücke und nahm später auf der rechten Rheinseite mit Montgomery ein Frühstück ein – auch dies kann als symbolischer Akt verstanden werden. Diese Rheinüberquerungen des Premierministers fanden publizistisch ein großes Echo.

## Film
- Heinz Bosch und Wilhelm Haas: Krieg am Niederrhein, Kreis Kleve, 1976: Teil 3: Der Sprung über den Rhein (Video mit Filmdokumenten der Operationen Plunder und Varsity)